# ERepublik
eRepublik est un jeu en ligne massivement multijoueur gratuit et se jouant par navigateur.
Le jeu est disponible dans plusieurs langues dont le français. C'est une simulation en ligne gratuite, proposant aux joueurs de devenir des citoyens d'un pays, d'en prendre la direction politique, de mener des conflits armés et d'organiser son économie et de tenir un journal. Jouable directement sur navigateur et ne nécessitant aucune installation, il rassemble aujourd'hui près de 250 000 joueurs de tous pays. Totalement libres, les citoyens sont les maîtres de leur destinée et peuvent choisir de devenir un grand soldat et/ou un fourbe politicien, un géant industriel ou un journaliste influent.

## Vivre son eCitoyenneté
Une fois inscrit dans eRepublik, l'eCitoyen doit commencer une nouvelle carrière afin de pouvoir vivre. Un de ses premiers objectifs sera de se trouver un travail qui lui rapportera salaire et expérience, expérience qui, accumulée, lui fera gagner des niveaux. Les actions nécessitent de l'énergie, qui s'obtient en mangeant.
On peut considérer que le minimum social consiste en : travailler quotidiennement et s'entraîner militairement, acheter de la nourriture régulièrement, voire participer à chaque élection. Évidemment, une réelle activité sociale consistera plutôt, outre celles liées aux carrières décrites ci-après, en l'une de ces diverses actions : faire partie d'un parti politique et en son sein discuter des opinions ; participer à la vie d'un groupe via des échanges de messages privés, ou en commentant des articles de journaux ; participer à des actions militaires ; jouer sur le marché des changes monétaires ; e-voyager, ...
Au-delà, certaines activités « hors carrières » demandent en général un engagement important. Ainsi, nombre d'eNations ont organisé une structure de gouvernement autour leur président, avec des ministres responsables de secteurs d'activités importants. De même, l'activité militaire s'est souvent organisée en armée, voire avec une armée « de métier ».

### Carrière Politique
Une fois le droit de vote acquis, l'eCitoyen a la possibilité de s'inscrire dans un parti politique. Il pourra ainsi se présenter à la Présidence de ce parti, aux élections du Congrès et éventuellement à la Présidentielle de son ePays. Lorsqu'il gagne une de ces élections, il obtient des options supplémentaires en jeu. Les mandats du jeu durent un mois.

#### Président de Parti (Party Presidency Elections)
Le 15 de chaque mois a lieu l'élection des Présidents de chacun des partis. Il suffit d'être membre du parti et d'avoir le niveau suffisant pour se présenter à cette élection. Le Président possède trois pouvoirs très importants : il a le droit de modifier le programme officiel du parti ; il désigne les candidats officiels pour les élections du Congrès ; et il est le candidat du parti pour l'élection présidentielle.

#### Congressiste (Congressman)
Du 16 au 24 de chaque mois, tous les membres de partis ayant le niveau suffisant peuvent se présenter aux élections du Congrès. Le 24, les Présidents des différents partis politiques désignent les candidats qu'ils veulent envoyer aux élections. Enfin, le 25, les citoyens élisent les congressistes. Le nom de congressistes pouvant être élus varie selon le nombre de régions en possession du pays. Chaque membre du Congrès a la possibilité de soumettre deux propositions de lois au Congrès chaque mois, et d'attribuer 7 nationalités ("citizenship") à d'éventuels expatriés.

#### Président d'une eNation
Le président d'une eNation dispose de pouvoirs militaires, fiscaux et financiers. Militairement, il peut déclarer la guerre à un ePays voisin (qui possède une région contigüe d'une région de son pays) ; Il peut signer des alliances d'assistance militaires avec d'autres pays(MPP) mais cela coûte 10000 CC aux deux pays ; il peut décider de se retirer ses troupes d'un champ de bataille (retraite). Fiscalement, il propose au congrès le niveau des diverses taxes ; il dispose de l'argent ainsi collecté. Financièrement, il peut fortement  influencer les taux de change entre la monnaie eNationale et l'or en tant qu'étalon-monnaie internationale. L'eFrance possède de nombreux ministères dont le Ministère des Affaires Étrangères ou encore le Ministère de l'Économie en passant par le Ministère de la Démographie.

### Carrière industrio-commerciale
On trouve deux types d'industries dans Erepublik :
- Production de matières premières : ressource militaire et alimentaire
- Les manufactures : lots de nourriture et d'arme

Chaque produit industriel se décline en différents niveaux de qualité, de la plus basse, dite "Q1", à la plus élevée, "Q6" (Q égale Qualité)

#### Employé d'entreprise
Le travail est organisé sur une base strictement quotidienne. Travailler permet à l'employé de recevoir un salaire ; en échange, l'entreprise voit son stock de produits croître, sa masse financière décroître du montant du salaire, et éventuellement son stock de matières premières décroître. Un niveau minimal de salaire est établi par vote du Congrès. Éventuellement des grilles de salaires existent qui sont plus ou moins publiques. Mais finalement, il s'agit d'une négociation entre l'employé et son employeur. L'un comme l'autre ont le droit de rompre sans préavis le contact d'emploi. Quand il travaille, l'employé se fatigue, et perd donc un peu de son énergie, en fonction du niveau de qualité industriel de l'entreprise.

#### Chef d'entreprise (GM: Général Manager)
Tous les eCitoyens sont des chefs d'entreprises, mais ils peuvent choisir de n'employer personne sinon eux-mêmes. Un chef d'entreprise gère une entreprise : à savoir ses employés, son stock, et sa masse financière.
Les entreprises de bonne qualité coûtent cher mais, bien gérées, permettent à son patron de gagner beaucoup d'argent et peut acheter des licences qui permettent à l'entreprise de vendre à l'étranger.
Il doit veiller à avoir suffisamment d'employés (et gérer leurs salaires), et matières premières.

#### Journaliste
Chacun peut devenir journaliste, car tout eCitoyen a la possibilité d'ouvrir un journal (moyennant 2 pièces d'or) qui est et reste attaché à son profil. Un journal ne peut pas être transmis ; seul son propriétaire peut y poster de nouveaux articles, les modifier, voire les détruire.
Chaque article publié est ouvert aux commentaires de tout eCitoyen, ainsi qu'à un système simple de vote, ce qui permet de maintenir en temps courant une liste des articles les plus appréciés (ce niveau d'appréciation est fonction du nombre de votes, mais aussi de l'âge de l'article).

### Carrière Militaire
Le combat est un des centres les plus dynamiques du jeu, en effet un pays trop pacifique est souvent un pays économiquement faible. Chaque bataille est découpée en manche, il faut remporter 8 manches pour remporter la bataille. Sachant qu'une manche dure au minimum une heure et demie et au maximum deux heures, une bataille dure entre douze et trente heures.
Les combats consistent, dans la version actuelle du jeu, à produire le plus d'influence possible pour son ePays jusqu'à ce qu'il atteigne 1800 points d'influence. Les points d'influence sont gagnés toutes les minutes par le pays qui domine la bataille. Cela est représenté par une jauge découpée en deux parties : la partie la plus large correspond au camp le plus influent. Chaque bataille dure deux heures au maximum et toutes les demi heures, chaque minute rapporte de plus en plus de point d'influence.
Les combats ont lieu sur la base de la participation individuelle des soldats, ce qui leur est directement possible s'ils sont postés (présent géographiquement) dans l'un des deux pays engagés dans le conflit, ou dans l'un de leurs pays alliés. Néanmoins, moyennant un voyage, chacun peut, si bon lui semble, participer au combat qu'il souhaite. Chaque action de combat rapporte des points d'expérience qui permettent de monter progressivement en grade. Chaque action de combat coûte 10 points de vitalité.
Lors d'un combat, sont pris en compte la force et le grade du soldat, ainsi que son arme, ceci afin de déterminer les dégâts produits.

## Aspects ludotechniques et sociologiques
- En théorie, ce jeu se pratique sur une base quotidienne, et ne requiert que quelques minutes pour les actions de base, travail et entraînement militaire, voire achat de denrées.
- Le changement de jour s'opère uniformément dans cet "eWorld", 0h00 en heure américaine du fuseau pacifique ("PAC"), soit 9h00 en heure de France métropolitaine ("CET"). C'est à cette heure-là que les actions quotidiennes de la veille sont échues et que celles du nouveau jour peuvent s'initier. C'est par exemple à cette heure-là que les avatars se nourrissent, du moins s'ils possèdent de la nourriture dans leur stock.
- Chaque eCitoyen a un genre, un lieu de vie, et une eNationalité. Il peut être propriétaire d'un journal, et d'une ou plusieurs entreprises, d'une milice, d'un parti…
- Le jeu existe en français, mais la langue dominante est l'anglais.
- On peut constater qu'au-delà des règles organiques de ce jeu, différentes structurations organisationnelles sont apparues, instituant parfois leurs propres systèmes de règles. Par exemple, l'eFrance, s'est dotée de nombreux ministères comme celui de la solidarité, de la démographie, de règlements et même d'un Conseil Constitutionnel.

## Risque de disparition de eFrance
Le 20 novembre 2015, Jeuxvideo.com lance un appel de s'inscrire avec le pays eFrance pour s'y engager militairement, car le pays dégringole dans les différents classements.